# بيل سبونر
بيل سبونر (بالإنجليزية: Bill Spooner)‏ هو عازف قيثارة أمريكي، ولد في 16 أغسطس 1949 في فينيكس في الولايات المتحدة.

## وصلات خارجية
- بيل سبونر على موقع IMDb (الإنجليزية)
- بيل سبونر على موقع ميوزك برينز (الإنجليزية)
- بيل سبونر على موقع ديسكوغز (الإنجليزية)
- بيل سبونر على موقع قاعدة بيانات الفيلم (الإنجليزية)